# Плаксин, Владимир Николаевич
Владимир Николаевич Плаксин (1949, Минская область — 29 декабря 2017) — советский биатлонист, белорусский тренер по биатлону. Мастер спорта СССР, заслуженный тренер Беларуси.

## Биография
В качестве спортсмена входил в сборную Белорусской ССР, участвовал во всесоюзных Спартакиадах.
После окончания спортивной карьеры стал тренером. Стоял у истоков национальной сборной Беларуси, был главным тренером мужской команды в 1992—1999 годах, в том числе возглавлял тренерский штаб команды на Олимпиадах 1994 и 1998 годов. Под его руководством белорусские спортсмены неоднократно становились победителями этапов Кубка мира. На чемпионатах мира биатлонисты побеждали в командных гонках (1996, 1997) и эстафете (1999).
В дальнейшем работал государственным тренером по зимним видом спорта, председателем директората национальных команд Министерства спорта и туризма. В 2007—2009 годах снова работал главным тренером, возглавлял штабы и мужской и женской сборной.
Награждён званием «Заслуженный тренер Беларуси».
Скончался 29 декабря 2017 года в возрасте 68 лет после продолжительной болезни.

## Семья
Дочь Елена замужем за биатлонистом Олегом Рыженковым.